# 노보리토역
노보리토역(일본어: 登戸駅, のぼりとえき)은 일본 가나가와현 가와사키시 다마구에 있는 동일본 여객철도와 오다큐 전철의 철도역이다.

## 타는 곳

### 동일본 여객철도
| 1 | 난부선 | 후추혼마치·부바이가와라·다치카와 방면                 |
| 2 | 난부선 | 후추혼마치·부바이가와라·다치카와 방면 (4시 39분 발만) |
| 2 | 난부선 | 무사시미조노쿠치·무사시코스기·가와사키 방면 (시발)    |
| 3 | 난부선 | 무사시미조노쿠치·무사시코스기·가와사키 방면           |

### 오다큐 전철
| 1 | 오다와라선          | 오다와라·가타세에노시마·가라키다 방면 |
| 2 | 오다와라선          | 오다와라·가타세에노시마·가라키다 방면 |
| 3 | 오다와라선 (급행선) | 신주쿠·지요다선·조반 완행선 방면      |
| 4 | 오다와라선 (완행선) | 신주쿠 방면                           |

## 역사
- 1927년 3월 9일 - 난부 철도가 개통. 당역이 종착역이었다.
- 1927년 4월 1일 - 오다와라 급행 전철의 역이 이나다타마가와역으로서 개업.
- 1927년 11월 1일 - 난부 철도가 다이마루 정류소(미나미타마역)까지 개통.
- 1942년 5월 1일 - 오다와라 급행 전철이 도쿄 급행 전철에 합병되며, 오다와라 급행 전철의 역은 도쿄 급행 전철의 역이 된다.
- 1944년 4월 1일 - 난부 철도가 국유화되며, 일본국유철도 난부 선에 된다.
- 1948년 6월 1일 - 오다큐 전철이 발족하며 도쿄 급행 전철의 역은 오다큐 전철의 역이 된다.
- 1955년 4월 1일 - 오다큐 전철의 역이 이나다노보리토역에 개칭.
- 1958년 4월 1일 - 오다큐 전철의 역이 노보리토역에 개칭.
- 1987년 4월 1일 - 국철분할민영화에 의해 일본국유철도의 역은 동일본 여객철도의 역이 된다.

## 인접한 역
| 동일본 여객철도 난부선         | 동일본 여객철도 난부선 | 동일본 여객철도 난부선          |
| ------------------------------ | ---------------------- | ------------------------------- |
| JN 13 슈쿠가와라 가와사키 방면 | 난부선                 | JN 15 나카노시마 다치카와 방면  |
| 오다큐 오다와라선              |                        |                                 |
| (무정차통과)                   | □ 통근급행             | (무정차통과)                    |
| 시모키타자와 신주쿠 방면       | ■ 쾌속급행             | 신유리가오카 오다와라 방면      |
| 세이조학원앞 신주쿠 방면       | ■ 급행                 | 무코가오카유원 오다와라 방면    |
| 세이조학원앞 아야세 방면       | □ 통근준급             | 무코가오카유원 (하행 열차 없음) |
| 고마에 아야세 방면             | ■ 준급                 | 무코가오카유원 오다와라 방면    |
| 이즈미타마가와 신주쿠 방면     | ■ 각역정차             | 무코가오카유원 오다와라 방면    |